# Breitenbrunn (Faulbach)
Breitenbrunn ist ein Gemeindeteil der Gemeinde Faulbach im unterfränkischen Landkreis Miltenberg (Bayern) und eine Gemarkung.

## Geographie
Das Kirchdorf Breitenbrunn liegt auf etwa 175 m ü. NHN im Süden des Spessarts an der Kreisstraße MIL 35.
Die Gemarkung Breitenbrunn liegt vollständig auf dem Gemeindegebiet von Faulbach. Auf der etwa 328 Hektar großen Gemarkung liegen die Faulbacher Gemeindeteile Breitenbrunn und Gußhof. Ihre Nachbargemarkungen im Uhrzeigersinn, beginnend im Norden sind Altenbucher Forst, Hasselberg, Faulbach, Stadtprozelten, Hoher Berg und Unteraltenbuch. Im Norden der Gemarkung mündet der Schrögersgraben von links in den durch den Ort fließenden Faulbach.

## Geschichte
Breitenbrunn war bis zu dessen Auflösung eine Gemeinde im Landkreis Marktheidenfeld, ab dem 1. Juli 1972 gehörte Breitenbrunn zum Landkreis Miltenberg. Die Gemeinde mit ihren beiden Gemeindeteilen Breitenbrunn und Gußhof wurde zum 1. Januar 1976 nach Faulbach eingemeindet. Am 22. November 2022 lebten auf der Gemarkung 528 Einwohner mit Hauptwohnsitz.

## Religion
Breitenbrunn ist katholisch geprägt. Die Kuratie St. Sebastian (Pfarreiengemeinschaft Faulbachtal, Faulbach) gehört zum Dekanat Miltenberg.